# 미드시 익스프레스
미드시 익스프레스(영어: Mid-Sea Express)은 필리핀의 지역 항공사로 총 9개 노선을 취항하고 있다. 본사는 필리핀 세부에 위치해 있으며 2008년에 설립했다. 또한 사용하고 있는 허브 공항으로 딱빌라난 공항, 막탄 세부 국제공항이 있다.

## 보유 기종
- 2012년 3월 기준으로 미드시 익스프레스는 다음과 같은 기종을 보유하고 있다.

## 사진

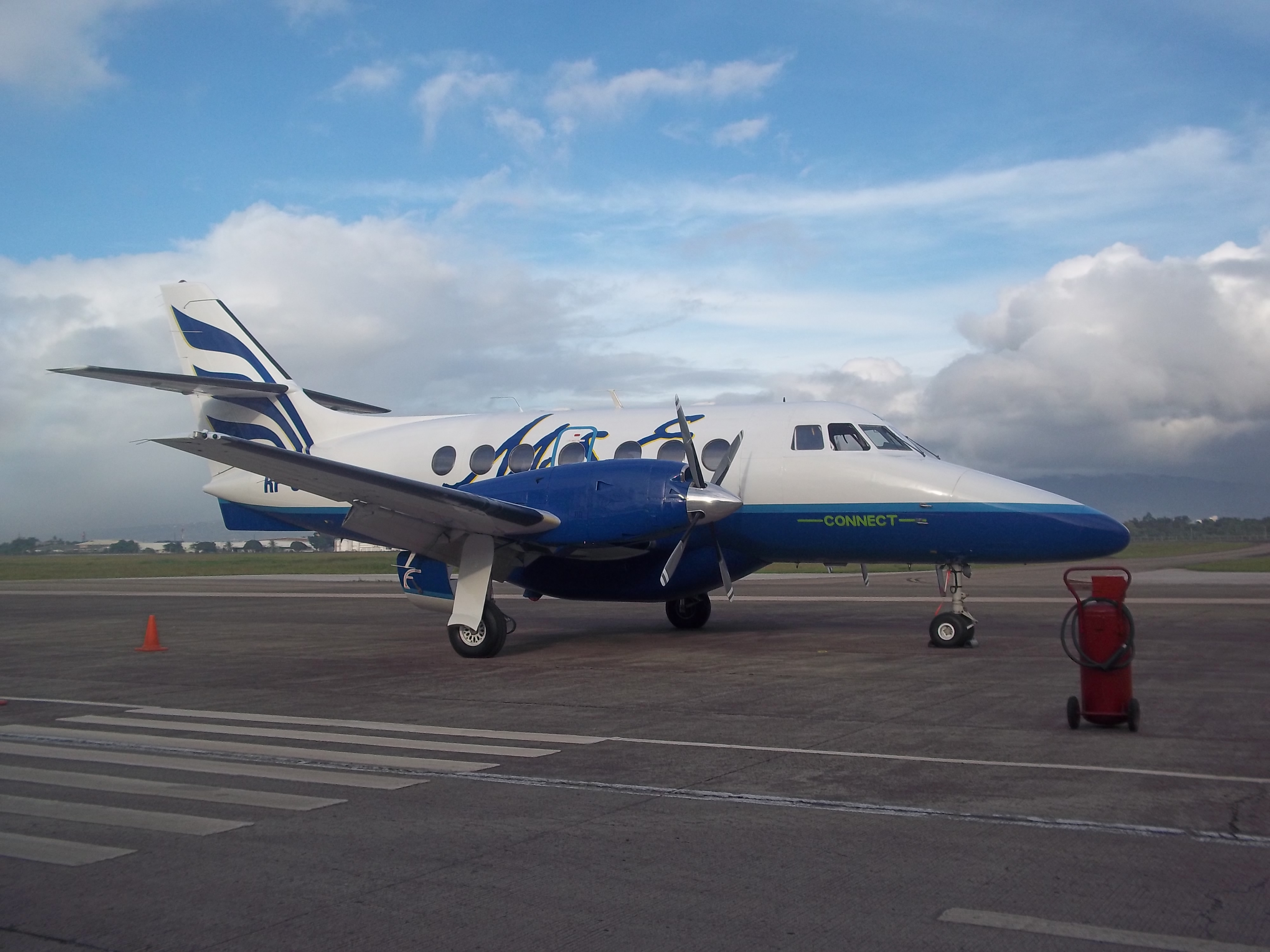
미드시 익스프레스의 제트스트림 32
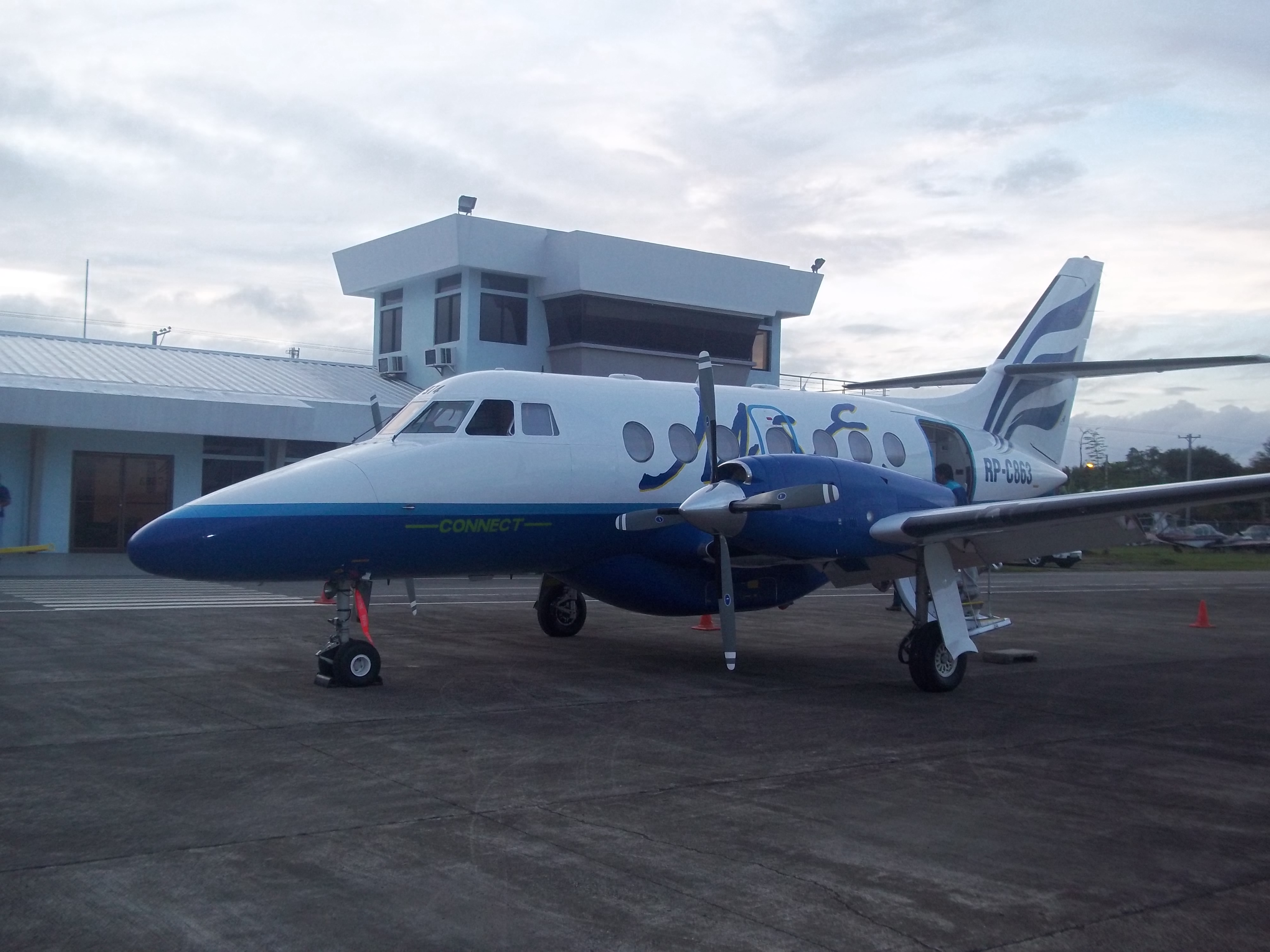
미드시 익스프레스의 제트스트림 32
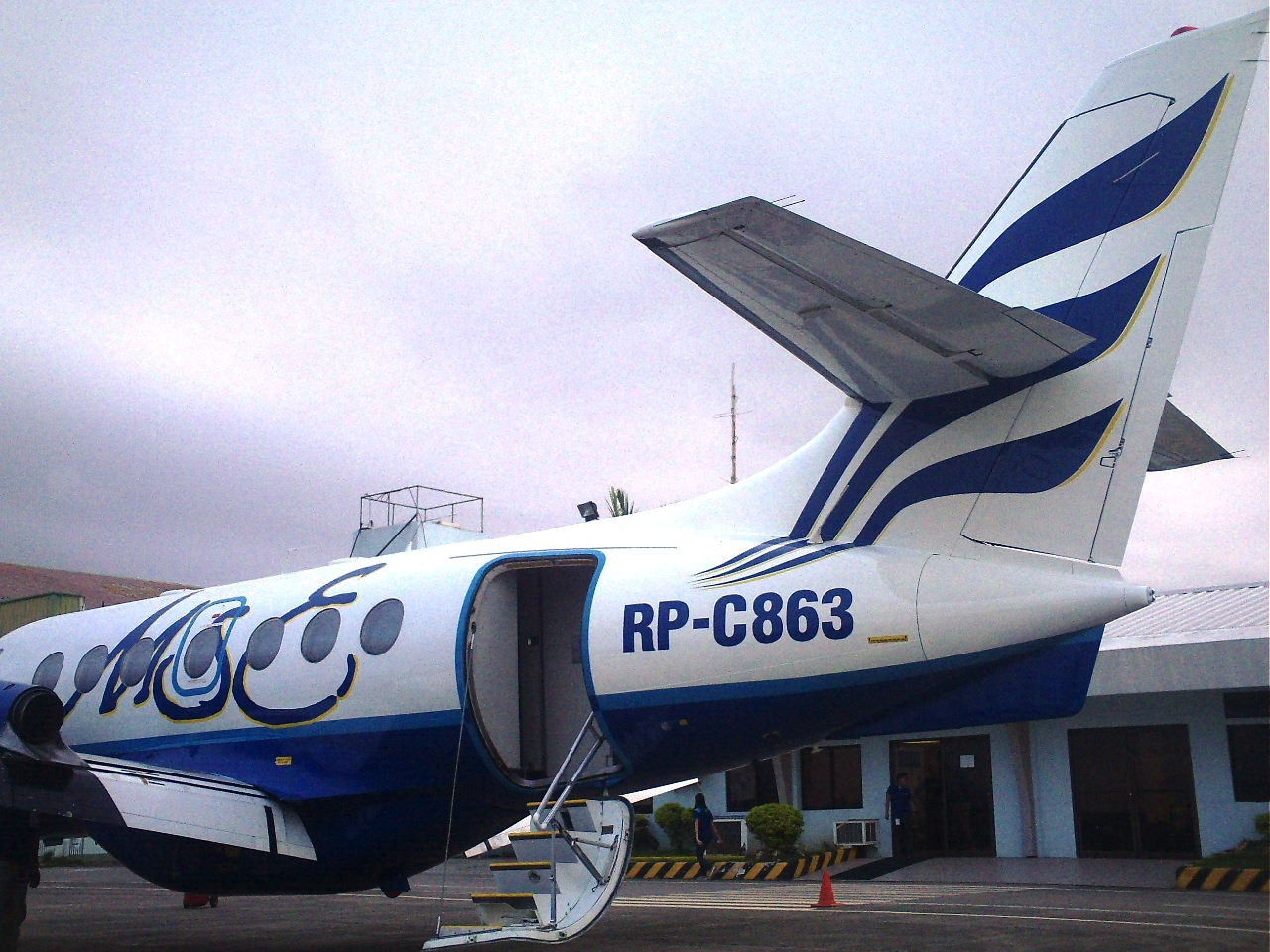
미드시 익스프레스의 제트스트림 32